# شهرستان تائوس (نیومکزیکو)

شهرستان تائوس، نیومکزیکو از شهرستان‌های شمالی ایالت نیومکزیکو است. این شهرستان بر طبق آخرین سرشماری (انجام گرفته در سال ۲۰۱۰، جمعیتی معادل ۳۲.۹۳۷ نفر دارد. مرکز این شهرستان شهر تیاس است.

## پیوند
- وب‌گاه رسمی